# Bakugan: Armored Alliance
Bakugan: Armored Alliance (爆丸アーマードアライアンス Bakugan Āmādo Araiansu?) es la segunda temporada de la serie de televisión animada japonesa Bakugan: Battle Planet.
Al igual que el primero, Armored Alliance está dirigida por Kazuya Ichikawa y producida por TMS Entertainment, Nelvana Enterprises y Spin Master Entertainment. Se anunció formalmente el 15 de octubre de 2019 y consta de 104 episodios de once minutos.

## Estreno
La temporada debutó en Canadá en Teletoon el 16 de febrero de 2020 y luego se retransmitió en YTV a partir del 6 de marzo de 2020. Cartoon Network comenzó a transmitir el programa en los Estados Unidos el 1 de marzo de 2020, con episodios disponibles a través de sus plataformas de vídeo bajo demanda previo a su emisión lineal.
En Japón, Armored Alliance comenzó a transmitir en Amazon Prime Video, YouTube y varios otros servicios a partir del 3 de abril de 2020.

### Transmisión internacional
Armored Alliance se estrenó en Australia en Cartoon Network el 25 de abril de 2020, con transmisión terrestre en 9Go! a partir del 27 de julio de 2020. En el Reino Unido, la temporada debutó el 1 de septiembre de 2020 en Pop.
En Latinoamérica se estrenó el 11 de diciembre de 2020, por Cartoon Network.

## Lista de episodios
| No. serie | No. temp. | Título | Estreno Original                                           | Estreno Japón            | Estreno Latinoamérica                                                        | Audiencia (millones) |
| --------- | --------- | --- | ---------------------------------------------------------- | ------------------------ | ---------------------------------------------------------------------------- | -------------------- |
| 101       | 1a        | «El Chico Misterioso» «Nazo no Shōnen» (謎の少年)                                                                             | 16 de febrero de 2020 (CAN) 1 de marzo de 2020 (EU)        | 3 de abril de 2020       | 11 de diciembre de 2020                                                      | 0.17                 |
| 102       | 1b        | «Un Nuevo Poder» «Gōrudo Bakugan Faroru» (ゴールド爆丸ファロル)                                                               | 16 de febrero de 2020 (CAN) 1 de marzo de 2020 (EU)        | 3 de abril de 2020       | 11 de diciembre de 2020                                                      | 0.17                 |
| 103       | 2a        | «Baku-Equipo» «Baku-Gia» (爆ギア)                                                                                             | 23 de febrero de 2020 (CAN) 8 de marzo de 2020 (EU)        | 10 de abril de 2020      | 18 de diciembre de 2020                                                      | 0.25                 |
| 104       | 2b        | «¡Rock Bakugan!» «Bakugan Rokku» (爆丸ロック)                                                                                 | 23 de febrero de 2020 (CAN) 8 de marzo de 2020 (EU)        | 10 de abril de 2020      | 18 de diciembre de 2020                                                      | 0.25                 |
| 105       | 3a        | «El Reclutador» «Gurantsu Faibu» (グランツファイブ)                                                                           | 1 de marzo de 2020 (CAN) 15 de marzo de 2020 (EU)          | 17 de abril de 2020      | 25 de diciembre de 2020                                                      | 0.20                 |
| 106       | 3b        | «La Prueba de Lightning» «Raitoningu, Gakkōheiku» (ライトニング、学校へ行く)                                                  | 1 de marzo de 2020 (CAN) 15 de marzo de 2020 (EU)          | 17 de abril de 2020      | 25 de diciembre de 2020                                                      | 0.20                 |
| 107       | 4a        | «¡Los Cazamisterios!» «Toraburu Basutā!» (トラブルバスター！)                                                                 | 8 de marzo de 2020 (CAN) 22 de marzo de 2020 (EU)          | 24 de abril de 2020      | 1 de enero de 2021                                                           | 0.19                 |
| 108       | 4b        | «Guerra de Comida» «Ōsamu Wan Kaisan!» (オーサム・ワン解散！？)                                                               | 8 de marzo de 2020 (CAN) 22 de marzo de 2020 (EU)          | 24 de abril de 2020      | 1 de enero de 2021                                                           | 0.19                 |
| 109       | 5a        | «El Brillante Ladrón Fantasma» «Kaitō Sutōmu Sanjō!» (怪盗ストーム参上！)                                                     | 15 de marzo de 2020 (CAN) 29 de marzo de 2020 (EU)         | 1 de mayo de 2020        | 8 de enero de 2021                                                           | 0.20                 |
| 110       | 5b        | «Ajit, el Ladrón Fantasma» «Kaitō Ajitto no Chōsen!» (怪盗アジットの挑戦！)                                                   | 15 de marzo de 2020 (CAN) 29 de marzo de 2020 (EU)         | 1 de mayo de 2020        | 8 de enero de 2021                                                           | 0.20                 |
| 111       | 6a        | «La Dama y la Reina» «Riotto no Joō-sama Ressun!» (リオットの女王様レッスン！)                                                | 22 de marzo de 2020 (CAN) 5 de abril de 2020 (EU)          | 8 de mayo de 2020        | 15 de enero de 2021                                                          | 0.26                 |
| 112       | 6b        | «Los Fantásticos en la Gran Pantalla» «Ōsamu Wan Eiga Debyū!» (オーサム・ワン映画デビュー！)                                  | 22 de marzo de 2020 (CAN) 5 de abril de 2020 (EU)          | 8 de mayo de 2020        | 15 de enero de 2021                                                          | 0.26                 |
| 113       | 7a        | «¡Gusto en Conocerte, Bakugan!» «Watashi no Uebamu-chan!» (私のウェバムちゃん！)                                              | 29 de marzo de 2020 (CAN) 12 de abril de 2020 (EU)         | 15 de mayo de 2020       | 22 de enero de 2021                                                          | 0.28                 |
| 114       | 7b        | «Magnus» «Yami no Niriasu» (闇のニリアス)                                                                                     | 29 de marzo de 2020 (CAN) 12 de abril de 2020 (EU)         | 15 de mayo de 2020       | 22 de enero de 2021                                                          | 0.28                 |
| 115       | 8a        | «La Liga de Batallas Bakugan» «Benton no Keikaku» (ベントンの計画)                                                            | 5 de abril de 2020 (CAN) 19 de abril de 2020 (EU)          | 22 de mayo de 2020       | 29 de enero de 2021                                                          | 0.27                 |
| 116       | 8b        | «El Antiguo Anciano» «Kodai Bakugan no Jirētā» (古代爆丸のジレーター)                                                         | 5 de abril de 2020 (CAN) 19 de abril de 2020 (EU)          | 22 de mayo de 2020       | 29 de enero de 2021                                                          | 0.27                 |
| 117       | 9a        | «Bakugan Wynton» «Boku ga Bakugan de Bakugan ga Boku de» (僕が爆丸で爆丸が僕で)                                               | 12 de abril de 2020 (CAN) 26 de abril de 2020 (EU)         | 29 de mayo de 2020       | 5 de febrero de 2021                                                         | 0.24                 |
| 118       | 9b        | «El Chico de Brasil» «Burajiru Kara Kita Shōnen» (ブラジルから来た少年)                                                       | 12 de abril de 2020 (CAN) 26 de abril de 2020 (EU)         | 29 de mayo de 2020       | 5 de febrero de 2021                                                         | 0.24                 |
| 119       | 10a       | «La Casa Embrujada» «Gōsuto Burōrāzu» (ゴーストブローラーズ)                                                                  | 19 de abril de 2020 (CAN) 3 de mayo de 2020 (EU)           | 5 de junio de 2020       | 12 de febrero de 2021                                                        | 0.21                 |
| 120       | 10b       | «La Batalla en Dos Iguales» «Mitchaku! Raitoningu» (密着！ライトニング)                                                       | 19 de abril de 2020 (CAN) 3 de mayo de 2020 (EU)           | 5 de junio de 2020       | 12 de febrero de 2021                                                        | 0.21                 |
| 121       | 11a       | «Magnus, Detective Privado - 1ª Parte» «Magunasu no Jiken-bo Zenpen» (マグナスの事件簿・前編)                                 | 26 de abril de 2020 (CAN) 17 de mayo de 2020 (EU)          | 12 de junio de 2020      | 19 de febrero de 2021                                                        | 0.20                 |
| 122       | 11b       | «Magnus, Detective Privado - 2ª Parte» «Magunasu no Jiken-bo Kōhen» (マグナスの事件簿・後編)                                  | 26 de abril de 2020 (CAN) 17 de mayo de 2020 (EU)          | 12 de junio de 2020      | 19 de febrero de 2021                                                        | 0.20                 |
| 123       | 12a       | «El Entrenamiento de los Fantásticos - Parte 1» «Ōsamu Wan no Bakugan Gasshuku» (オーサム・ワンの爆丸合宿)                    | 3 de mayo de 2020 (CAN) 24 de mayo de 2020 (EU)            | 19 de junio de 2020      | 26 de febrero de 2021                                                        | 0.22                 |
| 124       | 12b       | «El Entrenamiento de los Fantásticos - Parte 2» «Ajitto no Himitsu» (アジットの秘密)                                          | 3 de mayo de 2020 (CAN) 24 de mayo de 2020 (EU)            | 19 de junio de 2020      | 26 de febrero de 2021                                                        | 0.22                 |
| 125       | 13a       | «La Liga de Batallas Bakugan Comienza» «Kaimaku! Gēmu!!» (開幕！爆ゲーム！！)                                                 | 10 de mayo de 2020 (CAN) 31 de mayo de 2020 (EU)           | 26 de junio de 2020      | 5 de marzo de 2021                                                           | 0.14                 |
| 126       | 13b       | «Riot Contra Ajit» «Fukushū no Riotto» (復讐のリオット)                                                                       | 10 de mayo de 2020 (CAN) 31 de mayo de 2020 (EU)           | 26 de junio de 2020      | 5 de marzo de 2021                                                           | 0.14                 |
| 127       | 14a       | «El Maestro del Kung Fu» «Bakugan Kanfū» (爆丸カンフー)                                                                       | 17 de mayo de 2020 (CAN) 7 de junio de 2020 (EU)           | 3 de julio de 2020       | 12 de marzo de 2021                                                          | 0.21                 |
| 128       | 14b       | «Una Batalla de Popularidad» «Ninki-sha wa Dotchida!?» (人気者はどっちだ！？)                                                 | 17 de mayo de 2020 (CAN) 7 de junio de 2020 (EU)           | 3 de julio de 2020       | 12 de marzo de 2021                                                          | 0.21                 |
| 129       | 15a       | «El Misterioso Revenger» «Nazo no Ribenjā» (謎のリベンジャー)                                                                 | 24 de mayo de 2020 (CAN) 14 de junio de 2020 (EU)          | 10 de julio de 2020      | 19 de marzo de 2021                                                          | 0.25                 |
| 130       | 15b       | «Wynton Contra Lia» «Uinton VS Ria» (ウィントンVSリア)                                                                        | 24 de mayo de 2020 (CAN) 14 de junio de 2020 (EU)          | 10 de julio de 2020      | 19 de marzo de 2021                                                          | 0.25                 |
| 131       | 16a       | «El Mejor Amigo» «Shinyū Dōshi no Tatakai» (親友同士の戦い)                                                                   | 31 de mayo de 2020 (CAN) 28 de junio de 2020 (EU)          | 17 de julio de 2020      | 26 de marzo de 2021                                                          | 0.14                 |
| 132       | 16b       | «Ladrón y Luchador» «Kaitō to Burōrā» (怪盗とブローラー)                                                                      | 31 de mayo de 2020 (CAN) 28 de junio de 2020 (EU)          | 17 de julio de 2020      | 26 de marzo de 2021                                                          | 0.14                 |
| 133       | 17a       | «La Batalla Final: Dan contra Ajit» «Kesshō! Dan VS Ajitto» (決勝！ダンVSアジット)                                            | 7 de junio de 2020 (CAN) 5 de julio de 2020 (EU)           | 24 de julio de 2020      | 15 de mayo de 2021 (Netflix) 2 de julio de 2021 (Cartoon Network)            | 0.17                 |
| 134       | 17b       | «La Verdad Expuesta» «Abaka Reta Himitsu» (暴かれた秘密)                                                                      | 7 de junio de 2020 (CAN) 5 de julio de 2020 (EU)           | 24 de julio de 2020      | 15 de mayo de 2021 (Netflix) 2 de julio de 2021 (Cartoon Network)            | 0.17                 |
| 135       | 18a       | «La Aparición de Haavik» «Uchū Ichi no Otazunemono Hāvuikku» (宇宙一のおたずね者ハーヴィック)                                 | 21 de junio de 2020 (CAN) 26 de julio de 2020 (EU)         | 31 de julio de 2020      | 15 de mayo de 2021 (Netflix) 9 de julio de 2021 (Cartoon Network)            | 0.18                 |
| 136       | 18b       | «Llegan los Bakugan Fusionados» «Kurosu Bakugan» (クロス爆丸)                                                                 | 21 de junio de 2020 (CAN) 26 de julio de 2020 (EU)         | 31 de julio de 2020      | 15 de mayo de 2021 (Netflix) 9 de julio de 2021 (Cartoon Network)            | 0.18                 |
| 137       | 19a       | «El Director» «Ria, Kantoku Debyū!?» (リア、監督デビュー！？)                                                                 | 5 de julio de 2020 (CAN) 19 de julio de 2020 (EU)          | 7 de agosto de 2020      | 15 de mayo de 2021 (Netflix) 16 de julio de 2021 (Cartoon Network)           | 0.16                 |
| 138       | 19b       | «Reina Ebony» «Kuīn Ebonī» (クィーン・エボニー)                                                                               | 5 de julio de 2020 (CAN) 19 de julio de 2020 (EU)          | 7 de agosto de 2020      | 15 de mayo de 2021 (Netflix) 16 de julio de 2021 (Cartoon Network)           | 0.16                 |
| 139       | 20a       | «Batalla de Trenes de Medianoche» «Ressha de no Shitō» (列車での死闘)                                                         | 12 de julio de 2020 (CAN) 2 de agosto de 2020 (EU)         | 14 de agosto de 2020     | 15 de mayo de 2021 (Netflix) 23 de julio de 2021 (Cartoon Network)           | 0.18                 |
| 140       | 20b       | «Sophie, la Bakuganista» «Bakugan o Mamoru On'na Sofī» (爆丸を守る女・ソフィー)                                               | 12 de julio de 2020 (CAN) 2 de agosto de 2020 (EU)         | 14 de agosto de 2020     | 15 de mayo de 2021 (Netflix) 23 de julio de 2021 (Cartoon Network)           | 0.18                 |
| 141       | 21a       | «Tratos Peligrosos» «Yami Shōnen Makyū» (闇商人・マキュー)                                                                    | 19 de julio de 2020 (CAN) 9 de agosto de 2020 (EU)         | 21 de agosto de 2020     | 15 de mayo de 2021 (Netflix) 30 de julio de 2021 (Cartoon Network)           | 0.19                 |
| 142       | 21b       | «El Cazador Regresa» «Kaettekita Hantā» (帰ってきたハンター)                                                                  | 19 de julio de 2020 (CAN) 9 de agosto de 2020 (EU)         | 21 de agosto de 2020     | 15 de mayo de 2021 (Netflix) 30 de julio de 2021 (Cartoon Network)           | 0.19                 |
| 143 }     | 22a       | «Adiós Ladrón Fantasma - Parte 1» «Sayonara Kaitō Zenpen» (さよなら怪盗・前編)                                                | 26 de julio de 2020 (CAN) 16 de julio de 2020 (EU)         | 28 de agosto de 2020     | 15 de mayo de 2021 (Netflix) 6 de agosto de 2021 (Cartoon Network)           | 0.20                 |
| 144       | 23a       | «Adiós Ladrón Fantasma - Parte 2» «Sayonara Kaitō Kōhen» (さよなら怪盗・後編)                                                 | 26 de julio de 2020 (CAN) 16 de julio de 2020 (EU)         | 28 de agosto de 2020     | 15 de mayo de 2021 (Netflix) 6 de agosto de 2021 (Cartoon Network)           | 0.20                 |
| 145       | 23b       | «Los Fantásticos y Haavik» «Hāvuikku no Chōsen-jō Zenpen» (ハーヴィックの挑戦状・前編)                                        | 2 de agosto de 2020 (CAN) 23 de agosto de 2020 (EU)        | 4 de septiembre de 2020  | 15 de mayo de 2021 (Netflix) 13 de agosto de 2021 (Cartoon Network)          | 0.15                 |
| 146       | 24a       | «¡La Primera Fusión! Drago y Tretorous» «Hāvuikku no Chōsen-jō Kōhen» (ハーヴィックの挑戦状・後編)                            | 2 de agosto de 2020 (CAN) 23 de agosto de 2020 (EU)        | 4 de septiembre de 2020  | 15 de mayo de 2021 (Netflix) 13 de agosto de 2021 (Cartoon Network)          | 0.15                 |
| 147       | 24b       | «Las Fantásticas Peleas con Marionetas» «Okashina Osamuwan» (おかしなオーサム・ワン)                                          | 9 de agosto de 2020 (CAN) 30 de agosto de 2020 (EU)        | 11 de septiembre de 2020 | 15 de mayo de 2021 (Netflix) 20 de agosto de 2021 (Cartoon Network)          | 0.14                 |
| 148       | 25a       | «El Regreso de Sophie» «Nerawareta Kazami» (狙われたカザミ)                                                                   | 9 de agosto de 2020 (CAN) 30 de agosto de 2020 (EU)        | 11 de septiembre de 2020 | 15 de mayo de 2021 (Netflix) 20 de agosto de 2021 (Cartoon Network)          | 0.14                 |
| 149       | 25b       | «El Reality Show de Wynton» «Wynton wa Uchūbito!» (ウィントンは宇宙人！)                                                      | 16 de agosto de 2020 (CAN) 13 de septiembre de 2020 (EU)   | 18 de septiembre de 2020 | 15 de mayo de 2021 (Netflix) 27 de agosto de 2021 (Cartoon Network)          | 0.11                 |
| 150       | 26a       | «Fútbol Bakugan» «Bakugan Sakkā» (爆丸サッカー)                                                                               | 16 de agosto de 2020 (CAN) 13 de septiembre de 2020 (EU)   | 18 de septiembre de 2020 | 15 de mayo de 2021 (Netflix) 27 de agosto de 2021 (Cartoon Network)          | 0.11                 |
| 151       | 26b       | «Shun y Lightning» «Shun no Onegai» (シュンのお願い)                                                                          | 23 de agosto de 2020 (CAN) 20 de septiembre de 2020 (EU)   | 25 de septiembre de 2020 | 15 de mayo de 2021 (Netflix) 3 de septiembre de 2021 (Cartoon Network)       | 0.14                 |
| 152       | 27a       | «Premonición de una Tormenta» «Arashi no Yokan» (嵐の予感)                                                                    | 23 de agosto de 2020 (CAN) 20 de septiembre de 2020 (EU)   | 25 de septiembre de 2020 | 15 de mayo de 2021 (Netflix) 3 de septiembre de 2021 (Cartoon Network)       | 0.14                 |
| 153       | 27b       | «La Superestrella Dan» «Ōsamu wan, Nihon e iku» (オーサム・ワン、日本へ行く)                                                  | 30 de agosto de 2020 (CAN) 27 de septiembre de 2020 (EU)   | 2 de octubre de 2020     | 1 de septiembre de 2021 (Netflix) 10 de septiembre de 2021 (Cartoon Network) | 0.16                 |
| 154       | 28a       | «Los Fantásticos de Vacaciones» «Tōkyō Chin Dōchū!» (TOKYO珍道中！)                                                           | 30 de agosto de 2020 (CAN) 27 de septiembre de 2020 (EU)   | 2 de octubre de 2020     | 1 de septiembre de 2021 (Netflix) 10 de septiembre de 2021 (Cartoon Network) | 0.16                 |
| 155       | 29b       | «Liga de Batallas Bakugan, Edición de Tokio» «Kaimaku! Gēmu Tōkyō Raundo» (開幕！爆ゲーム・TOKYOラウンド)                     | 6 de septiembre de 2020 (CAN) 4 de octubre de 2020 (EU)    | 9 de octubre de 2020     | 1 de septiembre de 2021 (Netflix) 17 de septiembre de 2021 (Cartoon Network) | 0.15                 |
| 156       | 30a       | «La Batalla Real» «Batoru Roiyaru» (バトルロイヤル)                                                                           | 6 de septiembre de 2020 (CAN) 4 de octubre de 2020 (EU)    | 9 de octubre de 2020     | 1 de septiembre de 2021 (Netflix) 17 de septiembre de 2021 (Cartoon Network) | 0.15                 |
| 157       | 30b       | «Comienza la Segunda Etapa» «Sabaiba Rurēsu!» (サバイバルレース！)                                                            | 13 de septiembre de 2020 (CAN) 11 de octubre de 2020 (EU)  | 16 de octubre de 2020    | 1 de septiembre de 2021 (Netflix) 24 de septiembre de 2021 (Cartoon Network) | 0.15                 |
| 158       | 31a       | «¡Ataque de Mecanoides!» «Arashi no Yokan» (嵐の予感)                                                                         | 13 de septiembre de 2020 (CAN) 11 de octubre de 2020 (EU)  | 16 de octubre de 2020    | 1 de septiembre de 2021 (Netflix) 24 de septiembre de 2021 (Cartoon Network) | 0.15                 |
| 159       | 31b       | «El Otro Combate, Parte 1» «Sennyū! Nazo no fune» (潜入！謎の船)                                                              | 20 de septiembre de 2020 (CAN) 18 de octubre de 2020 (EU)  | 23 de octubre de 2020    | 1 de septiembre de 2021 (Netflix) 1 de octubre de 2021 (Cartoon Network)     | 0.11                 |
| 160       | 32a       | «El Otro Combate, Parte 2» «Arashi no Yokan» (嵐の予感)                                                                       | 20 de septiembre de 2020 (CAN) 18 de octubre de 2020 (EU)  | 23 de octubre de 2020    | 1 de septiembre de 2021 (Netflix) 1 de octubre de 2021 (Cartoon Network)     | 0.11                 |
| 161       | 32b       | «La Carrera de la Liga de Batallas Bakugan» «Haran no Sekando Sutēji!!» (波乱のセカンドステージ！！)                          | 27 de septiembre de 2020 (CAN) 25 de octubre de 2020 (EU)  | 30 de octubre de 2020    | 1 de septiembre de 2021 (Netflix) 8 de octubre de 2021 (Cartoon Network)     | 0.16                 |
| 162       | 33a       | «La Etapa Final» «Shōgeki no Fainaru Sutēji!!» (衝撃のファイナルステージ！！)                                                 | 27 de septiembre de 2020 (CAN) 25 de octubre de 2020 (EU)  | 30 de octubre de 2020    | 1 de septiembre de 2021 (Netflix) 8 de octubre de 2021 (Cartoon Network)     | 0.16                 |
| 163       | 33b       | «La Catástrofe de Tokio» «Tōkyō Kaimetsu!?» (東京壊滅！？)                                                                    | 4 de octubre de 2020 (CAN) 8 de noviembre de 2020 (EU)     | 6 de noviembre de 2020   | 1 de septiembre de 2021 (Netflix) 15 de octubre de 2021 (Cartoon Network)    | 0.08                 |
| 164       | 34a       | «El Final de la Liga de Batallas Bakugan» «Baku Gēmu Fināre!» (爆ゲーム・フィナーレ！)                                        | 4 de octubre de 2020 (CAN) 8 de noviembre de 2020 (EU)     | 6 de noviembre de 2020   | 1 de septiembre de 2021 (Netflix) 15 de octubre de 2021 (Cartoon Network)    | 0.08                 |
| 165       | 35a       | «El Campeón del Universo ¡Dan!» «Uchū Chanpion Dan!» (宇宙チャンピオン・ダン！)                                               | 11 de octubre de 2020 (CAN) 15 de noviembre de 2020 (EU)   | 13 de noviembre de 2020  | 1 de septiembre de 2021 (Netflix) 22 de octubre de 2021 (Cartoon Network)    | 0.11                 |
| 166       | 36b       | «Operación Niñera» «Akachan wa Bakugan ga o Suki!» (赤ちゃんは爆丸がお好き！)                                                 | 11 de octubre de 2020 (CAN) 15 de noviembre de 2020 (EU)   | 13 de noviembre de 2020  | 1 de septiembre de 2021 (Netflix) 22 de octubre de 2021 (Cartoon Network)    | 0.11                 |
| 167       | 37a       | «Batalla de Mejores Amigas» «Yūjō Taggu» (友情タッグ)                                                                         | 18 de octubre de 2020 (CAN) 22 de noviembre de 2020 (EU)   | 20 de noviembre de 2020  | 1 de septiembre de 2021 (Netflix) 29 de octubre de 2021 (Cartoon Network)    | 0.13                 |
| 168       | 37b       | «Ajit y Lia» «Ajitto Mitchaku 24-ji!» (アジット密着24時！)                                                                    | 18 de octubre de 2020 (CAN) 22 de noviembre de 2020 (EU)   | 20 de noviembre de 2020  | 1 de septiembre de 2021 (Netflix) 29 de octubre de 2021 (Cartoon Network)    | 0.13                 |
| 169       | 38a       | «De Vuelta al Laberinto» «Nerawareta Gōrudo Bakugan» (狙われたゴールド爆丸)                                                   | 25 de octubre de 2020 (CAN) 29 de noviembre de 2020 (EU)   | 27 de noviembre de 2020  | 1 de septiembre de 2021 (Netflix) 5 de noviembre de 2021 (Cartoon Network)   | 0.09                 |
| 170       | 38b       | «Abuelos en la Selva» «Winton wa ojīchan» (ウィントンはおじいちゃん)                                                          | 25 de octubre de 2020 (CAN) 29 de noviembre de 2020 (EU)   | 27 de noviembre de 2020  | 1 de septiembre de 2021 (Netflix) 5 de noviembre de 2021 (Cartoon Network)   | 0.09                 |
| 171       | 39a       | «El Pasado se Revela» «Kogane no Kioku» (黄金の記憶)                                                                          | 1 de noviembre de 2020 (CAN) 6 de diciembre de 2020 (EU)   | 4 de diciembre de 2020   | 1 de septiembre de 2021 (Netflix) 12 de noviembre de 2021 (Cartoon Network)  | 0.10                 |
| 172       | 39b       | «¡Corran!, Una Tormenta se Avecina» «Semari Kuru Sutōmu» (迫りくるストーム)                                                   | 1 de noviembre de 2020 (CAN) 6 de diciembre de 2020 (EU)   | 4 de diciembre de 2020   | 1 de septiembre de 2021 (Netflix) 12 de noviembre de 2021 (Cartoon Network)  | 0.10                 |
| 173       | 40a       | «Encuentro con los Bakugan Dorados» «Tarino to no Saikai» (タリノとの再会)                                                    | 8 de noviembre de 2020 (CAN) 13 de diciembre de 2020 (EU)  | 11 de diciembre de 2020  | 1 de septiembre de 2021 (Netflix) 19 de noviembre de 2021 (Cartoon Network)  | 0.19                 |
| 174       | 40b       | «Lazos de Oro» «Kogane no Senshi-Tachi» (黄金の戦士たち)                                                                      | 8 de noviembre de 2020 (CAN) 13 de diciembre de 2020 (EU)  | 11 de diciembre de 2020  | 1 de septiembre de 2021 (Netflix) 19 de noviembre de 2021 (Cartoon Network)  | 0.19                 |
| 175       | 41a       | «Pesadilla» «Akumu no Hajimari» (悪夢の始まり)                                                                                | 15 de noviembre de 2020 (CAN) 20 de diciembre de 2020 (EU) | 18 de diciembre de 2020  | 1 de septiembre de 2021 (Netflix) 26 de noviembre de 2021 (Cartoon Network)  | 0.22                 |
| 176       | 41b       | «El Malvado Dan» «Aku Dan» (悪ダン)                                                                                           | 15 de noviembre de 2020 (CAN) 20 de diciembre de 2020 (EU) | 18 de diciembre de 2020  | 1 de septiembre de 2021 (Netflix) 26 de noviembre de 2021 (Cartoon Network)  | 0.22                 |
| 177       | 42a       | «Industrias Dusk Bajo Ataque» «Dan o Yamero» (ダンを止めろ)                                                                   | 21 de noviembre de 2020 (CAN) 27 de diciembre de 2020 (EU) | 25 de diciembre de 2020  | 1 de septiembre de 2021 (Netflix) 17 de diciembre de 2021 (Cartoon Network)  | 0.12                 |
| 178       | 42b       | «Recuperando a Dan» «Kogane no Dorago» (黄金のドラゴ)                                                                         | 21 de noviembre de 2020 (CAN) 27 de diciembre de 2020 (EU) | 25 de diciembre de 2020  | 1 de septiembre de 2021 (Netflix) 17 de diciembre de 2021 (Cartoon Network)  | 0.12                 |
| 179       | 40a       | «¡¿Quién es el Falso?!» «Ayashī no wa Dareda?» (怪しいのは誰だ！？)                                                           | 22 de noviembre de 2020 (CAN) 3 de enero de 2021 (EU)      | 1 de enero de 2021       | 1 de septiembre de 2021 (Netflix) 24 de diciembre de 2021 (Cartoon Network)  | 0.14                 |
| 180       | 40b       | «Los Resuelveproblemas 2» «Nigedashita Bakugan» (逃げ出した爆丸)                                                              | 22 de noviembre de 2020 (CAN) 3 de enero de 2021 (EU)      | 1 de enero de 2021       | 1 de septiembre de 2021 (Netflix) 24 de diciembre de 2021 (Cartoon Network)  | 0.14                 |
| 181       | 41a       | «Circo de Batalla Bakugan» «Bakugan dai Sākasu!!» (爆丸大サーカス！！)                                                        | 28 de noviembre de 2020 (CAN) 10 de enero de 2021 (EU)     | 8 de enero de 2021       | 1 de septiembre de 2021 (Netflix) 31 de diciembre de 2021 (Cartoon Network)  | 0.13                 |
| 182       | 41b       | «La Mansión de Ebony» «Ebonī no Yakata» (エボニーの館)                                                                        | 28 de noviembre de 2020 (CAN) 10 de enero de 2021 (EU)     | 8 de enero de 2021       | 1 de septiembre de 2021 (Netflix) 31 de diciembre de 2021 (Cartoon Network)  | 0.13                 |
| 183       | 42a       | «La Trampa de Everett» «Batoru Airando no Shitō!» (バトルアイランドの死闘！)                                                  | 29 de noviembre de 2020 (CAN) 17 de enero de 2021 (EU)     | 15 de enero de 2021      | 1 de septiembre de 2021 (Netflix) 18 de marzo de 2022 (Cartoon Network)      | 0.14                 |
| 184       | 42b       | «Kazami Contra Mc Q» «Kyōshū! Makyū Gundan» (強襲！マキュー軍団)                                                              | 29 de noviembre de 2020 (CAN) 17 de enero de 2021 (EU)     | 15 de enero de 2021      | 1 de septiembre de 2021 (Netflix) 18 de marzo de 2022 (Cartoon Network)      | 0.14                 |
| 185       | 43a       | «La Gran Batalla de Hamburguesas» «Bakugan Fūdo Batoru» (爆丸フードバトル)                                                    | 5 de diciembre de 2020 (CAN) 24 de enero de 2021 (EU)      | 22 de enero de 2021      | 1 de septiembre de 2021 (Netflix) 7 de enero de 2022 (Cartoon Network)       | 0.13                 |
| 186       | 43b       | «Maestro y Aprendiz» «Torawareta Ajitto to Sutōmu» (囚われたアジットとストーム)                                               | 5 de diciembre de 2020 (CAN) 24 de enero de 2021 (EU)      | 22 de enero de 2021      | 1 de septiembre de 2021 (Netflix) 7 de enero de 2022 (Cartoon Network)       | 0.13                 |
| 187       | 44a       | «Riña Bakugan» «Bakugan Chan'neru Arasoi!» (爆丸チャンネル争い！)                                                             | 6 de diciembre de 2020 (CAN) 31 de enero de 2021 (EU)      | 29 de enero de 2021      | 1 de septiembre de 2021 (Netflix) 14 de enero de 2022 (Cartoon Network)      | 0.16                 |
| 188       | 44b       | «Sabrus, el Bakugan Fusionado» «Kyōi! 5 Zokusei Bakugan Sēbura!» (脅威！5属性爆丸・セーブラ！)                                | 6 de diciembre de 2020 (CAN) 31 de enero de 2021 (EU)      | 29 de enero de 2021      | 1 de septiembre de 2021 (Netflix) 14 de enero de 2022 (Cartoon Network)      | 0.16                 |
| 189       | 45a       | «Garillion, El Ancestral Bakugan Dorado» «Kodai Bakugan no Himitsu» (古代爆丸の秘密)                                          | 12 de diciembre de 2020 (CAN) 7 de febrero de 2021 (EU)    | 5 de febrero de 2021     | 1 de septiembre de 2021 (Netflix) 21 de enero de 2022 (Cartoon Network)      | 0.11                 |
| 190       | 45b       | «El Nombre del Infinito» «Senshi no Yoroi Infiniti!» (戦士の鎧・インフィニティ！)                                             | 12 de diciembre de 2020 (CAN) 7 de febrero de 2021 (EU)    | 5 de febrero de 2021     | 1 de septiembre de 2021 (Netflix) 21 de enero de 2022 (Cartoon Network)      | 0.11                 |
| 191       | 46a       | «En la Oscuridad» «Wana ni Kakatta Magunasu» (罠にかかったマグナス)                                                           | 13 de diciembre de 2020 (CAN) 14 de febrero de 2021 (EU)   | 12 de febrero de 2021    | 1 de septiembre de 2021 (Netflix) 28 de enero de 2022 (Cartoon Network)      | 0.11                 |
| 192       | 46b       | «Emily, la Indecisa» «Nayameru Emirī» (悩めるエミリー)                                                                        | 13 de diciembre de 2020 (CAN) 14 de febrero de 2021 (EU)   | 12 de febrero de 2021    | 1 de septiembre de 2021 (Netflix) 28 de enero de 2022 (Cartoon Network)      | 0.11                 |
| 193       | 47a       | «El Eclipse» «Nise Ōsamu Wan, Futatabi!» (偽オーサム・ワン、再び！)                                                           | 19 de diciembre de 2020 (CAN) 21 de febrero de 2021 (EU)   | 19 de febrero de 2021    | 1 de septiembre de 2021 (Netflix) 4 de febrero de 2022 (Cartoon Network)     | 0.14                 |
| 194       | 47b       | «¡Sigue a Haavik!» «Hāvikku o Oe!» (ハーヴィックを追え！)                                                                     | 19 de diciembre de 2020 (CAN) 21 de febrero de 2021 (EU)   | 19 de febrero de 2021    | 1 de septiembre de 2021 (Netflix) 4 de febrero de 2022 (Cartoon Network)     | 0.14                 |
| 195       | 48a       | «¡¿Tiko ha Vuelto?!» «Chiko, Fukkatsu!?» (チコ、復活！？)                                                                     | 20 de diciembre de 2020 (CAN) 28 de febrero de 2021 (EU)   | 26 de febrero de 2021    | 1 de septiembre de 2021 (Netflix) 11 de febrero de 2022 (Cartoon Network)    | 0.13                 |
| 196       | 48b       | «El Ascenso del Drago Infinito» «Kyūkyoku no Infiniti!!» (究極のインフィニティ！！)                                           | 20 de diciembre de 2020 (CAN) 28 de febrero de 2021 (EU)   | 26 de febrero de 2021    | 1 de septiembre de 2021 (Netflix) 11 de febrero de 2022 (Cartoon Network)    | 0.13                 |
| 197       | 49a       | «La Liga de Batallas Bakugan de los Fantásticos - Parte 1» «Bokutachi no Baku Gēmu!! (Zenpen)» (僕たちの爆ゲーム！！（前編）) | 26 de diciembre de 2020 (CAN) 7 de marzo de 2021 (EU)      | 5 de marzo de 2021       | 1 de septiembre de 2021 (Netflix) 18 de febrero de 2022 (Cartoon Network)    | 0.13                 |
| 198       | 49b       | «La Liga de Batallas Bakugan de los Fantásticos - Parte 2» «Bokutachi no Baku Gēmu!! (Kōhen)» (僕たちの爆ゲーム！！（後編）)  | 26 de diciembre de 2020 (CAN) 7 de marzo de 2021 (EU)      | 5 de marzo de 2021       | 1 de septiembre de 2021 (Netflix) 18 de febrero de 2022 (Cartoon Network)    | 0.13                 |
| 199       | 50a       | «El Desafío de Haavik» «Hāvuikku no Baku Gēmu» (ハーヴィックの爆ゲーム)                                                       | 27 de diciembre de 2020 (CAN) 14 de marzo de 2021 (EU)     | 12 de marzo de 2021      | 1 de septiembre de 2021 (Netflix) 25 de febrero de 2022 (Cartoon Network)    | 0.12                 |
| 200       | 50b       | «Ataque en la Torre de Haavik» «Totsunyū! Hāvuikku Tawā» (突入！ハーヴィックタワー)                                           | 27 de diciembre de 2020 (CAN) 14 de marzo de 2021 (EU)     | 12 de marzo de 2021      | 1 de septiembre de 2021 (Netflix) 25 de febrero de 2022 (Cartoon Network)    | 0.12                 |
| 201       | 51a       | «El Espectáculo de Haavik - Parte 1» «Sorezore no Kessen! (Zenpen)» (それぞれの決戦！（前編）)                                | 2 de enero de 2021 (CAN) 21 de marzo de 2021 (EU)          | 19 de marzo de 2021      | 1 de septiembre de 2021 (Netflix) 4 de marzo de 2022 (Cartoon Network)       | 0.15                 |
| 202       | 51b       | «El Espectáculo de Haavik - Parte 2» «Sorezore no Kessen! (Kōhen)» (それぞれの決戦！（後編）)                                 | 2 de enero de 2021 (CAN) 21 de marzo de 2021 (EU)          | 19 de marzo de 2021      | 1 de septiembre de 2021 (Netflix) 4 de marzo de 2022 (Cartoon Network)       | 0.15                 |
| 203       | 52a       | «El Espectáculo de Haavik - Parte 3» «Owari no Toki» (終わりの時)                                                             | 3 de enero de 2021 (CAN) 21 de marzo de 2021 (EU)          | 26 de marzo de 2021      | 1 de septiembre de 2021 (Netflix) 11 de marzo de 2022 (Cartoon Network)      | 0.15                 |
| 204       | 52b       | «El Espectáculo de Haavik - Parte 4» «Kiseki no Hoshi» (奇跡の星)                                                             | 3 de enero de 2021 (CAN) 21 de marzo de 2021 (EU)          | 26 de marzo de 2021      | 1 de septiembre de 2021 (Netflix) 11 de marzo de 2022 (Cartoon Network)      | 0.15                 |